# Chimonocalamus
Chimonocalamus là một chi thực vật có hoa trong họ Hòa thảo (Poaceae).

## Loài
Chi Chimonocalamus gồm các loài:
- Chimonocalamus burmaensis (C.S.Chao & Renvoize) D.Z.Li
- Chimonocalamus delicatus Hsueh & T.P.Yi
- Chimonocalamus dumosus Hsueh & T.P.Yi
- Chimonocalamus fimbriatus Hsueh & T.P.Yi
- Chimonocalamus gallatlyi (Gamble) Hsueh & T.P.Yi
- Chimonocalamus griffithianus (Munro) Hsueh & T.P.Yi
- Chimonocalamus longiligulatus Hsueh & T.P.Yi
- Chimonocalamus longispiculatus R.B.Majumdar
- Chimonocalamus longiusculus Hsueh & T.P.Yi
- Chimonocalamus lushaiensis Ohrnb.
- Chimonocalamus makuanensis Hsueh & T.P.Yi
- Chimonocalamus montanus Hsueh & T.P.Yi
- Chimonocalamus pallens Hsueh & T.P.Yi
- Chimonocalamus tortuosus Hsueh & T.P.Yi

Các loài đã chuyển sang chi khác
- Chimonocalamus armatus - Chimonobambusa armatus
- Chimonocalamus callosus - Chimonobambusa callosa